# الزعفرانة (محافظة الحناكية)
الزعفرانة قرية من قرى محافظة الحناكية في منطقة المدينة المنورة في السعودية، تقع شرق المدينة المنورة